# فاسيلي إيفانوفيتش
فاسيلي الثالث (25 مارس 1479 - 13 ديسمبر 1533) هو الأمير المعظم لموسكو وقيصر عموم روسيا حكم من 6 نوفمبر عام 1505 إلى وفاته خلفاً لوالده إيفان الثالث. تزوج الأمير مرتين الأولى من سولومينا سابوروفا ولم ينجب منها أي طفل والثانية من إيلينا غلينسكايا وأنجبت له طفلين. خلفه في الحكم إيفان الرابع الملقب بالرهيب.
واصل فاسيلي الثالث بعد توليه لعرش موسكو سياسة توحيد الأراضي الروسية التي نجح في ممارستها أبوه إيفان الثالث.